# Робство в Бразилия
Робството в Бразилия просъществува от средата на 16 век до окончателното му премахване през 1888 г.
Играе важна роля в обществения и икономически живот на страната, особено при добива на злато и диаманти и отглеждането на памук и захарна тръстика.
Предполага се, че в Бразилия попадат 35% от робите, превозени от Африка в Америка, като броят им се оценява на около 3 милиона души.
Най-прочутият пазар за роби на Америките -пазарът Валонго (Mercado do Valongo) се е намирал в Рио де Жанейро. Днес на мястото на стария пазар са запазени някои от складовете където са били извършвани покупките и гробището (Cemiterio dos Pretos Novos) в което са били изхвърляни негодните за труд роби малко след разтоварването им на пристанището. На мястото има и малък мемориал в чест на приноса на робите за формирането на бразилското общество.